# Кастель-е-Безенак
Кастель-е-Безенак (фр. Castels et Bézenac) — муніципалітет у Франції, у регіоні Нова Аквітанія, департамент Дордонь. Кастель-е-Безенак утворено 1 січня 2017 року шляхом злиття муніципалітетів Безенак i Кастель. Адміністративним центром муніципалітету є Кастель. Населення — 808 осіб (01.01.2021).